# Héctor Carabalí
Héctor Johnny Carabalí Cevallos (Guayaquil, 15 febbraio 1972) è un ex calciatore ecuadoriano, di ruolo centrocampista.

## Carriera

### Club
Ha giocato per il Barcelona SC dal 1991 al 1999; trasferitosi al San Paolo, vi gioca per poco prima di tornare in Ecuador, al Deportivo Quito; dopo esperienze all'Olmedo e al Manta, è tornato al Deportivo.

### Nazionale
Dal 1988 al 1997 ha fatto parte della nazionale ecuadoriana, giocandovi cinquantotto partite e partecipando a quattro edizioni della Copa América.